# Estrilda monja
L'estrilda monja (Estrilda nonnula) és un ocell de la família dels estríldids (Estrildidae).

## Hàbitat i distribució
Habita boscos, praderies, terres de conreu i boscos a Burkina Faso, sud-est de Nigèria, Camerun, l'illa de Bioko, Guinea Equatorial, el Gabon, nord de la República Democràtica del Congo, República Centreafricana, Sudan del Sud, nord-est i est de la República Democràtica del Congo, Uganda, Ruanda, Burundi, oest de Kenya i nord-oest de Tanzània.